# Cattivi Disney

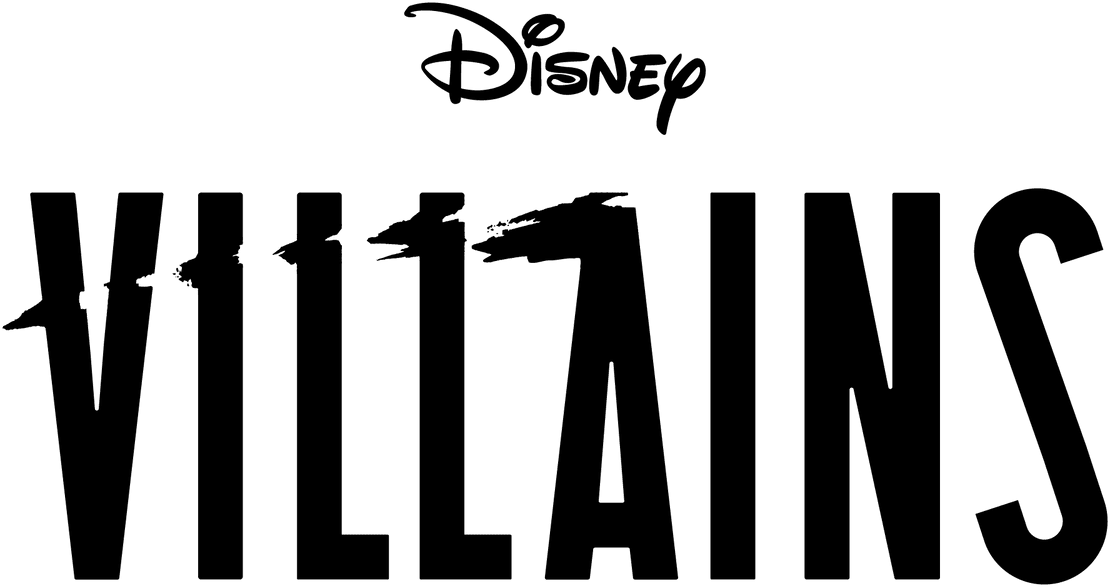
Logo originale del franchise

Cattivi Disney (in inglese Disney Villains) è un media franchise della Disney, basato sui personaggi immaginari animati apparsi nei cortometraggi e film d'animazione nei ruoli di antagonisti.
Proprio come con la linea delle Principesse Disney, anche i personaggi cattivi della Disney sono spesso raggruppati insieme come parte di un franchise, formato da vari antagonisti delle produzioni della Walt Disney Pictures, con un'attenzione principale sui personaggi dei film animati, principalmente quelli delle produzioni dei Walt Disney Animation Studios.

## Lista ufficiale
Questa è la lista di personaggi che sono catalogati come Cattivi "ufficiali" nelle produzioni e nel merchandising Disney:
- Ade (Hercules)
- Amos Slade (Red e Toby - Nemiciamici)
- Bau Bau (Nightmare Before Christmas)
- Bill Sykes (Oliver & Company)
- Capitan Uncino (Le avventure di Peter Pan)
- Chernabog (Fantasia)
- Claude Frollo (Il gobbo di Notre Dame)
- Clayton (Tarzan)
- Comare Volpe & Compare Orso (I racconti dello zio Tom, Splash Mountain)
- Crudelia De Mon (La carica dei cento e uno)
- Direttore del circo (Dumbo - L'elefante volante)
- Dr. Facilier[2] (La principessa e il ranocchio)
- Edgar Balthazar (Gli Aristogatti)
- Ezechiele Lupo (Sinfonie allegre, I tre porcellini, Cappuccetto Rosso, I tre lupetti, Jimmy porcellino inventore)
- Gantu (Lilo & Stitch)
- Gaston (La bella e la bestia)
- Governatore Ratcliffe (Pocahontas)
- Hans Westergaard e Duca di Weselton (Frozen - Il regno di ghiaccio)
- Jafar (Aladdin)
- Lady Tremaine, Anastasia e Genoveffa e Lucifero (Cenerentola)
- Lyle Tiberius Rourke (Atlantis - L'impero perduto)
- Madame Medusa (Le avventure di Bianca e Bernie)
- Madre Gothel[3] (Rapunzel)
- Maga Magò (La spada nella roccia)
- Malefica (La bella addormentata)
- Mangiafuoco / Stromboli,[4] Il Gatto e la Volpe e Monstro la balena[5][6] (Pinocchio)
- Percival McLeach (Bianca e Bernie nella terra dei canguri)
- Pietro Gambadilegno (Banda Disney)
- Principe Giovanni, Sir Biss e Sceriffo di Nottingham (Robin Hood)
- Professor Rattigan (Basil l'investigatopo)
- Re Candito / Turbo (Ralph Spaccatutto)
- Re Cornelius (Taron e la pentola magica)
- Regina Cattiva / Grimilde (Biancaneve e i sette nani)
- Regina di Cuori (Alice nel Paese delle Meraviglie)
- Scar (Il re leone)
- Shan Yu (Mulan)
- Shere Khan e Kaa (Il libro della giungla)
- Tamatoa (Oceania)
- Ursula (La sirenetta)
- Yzma (Le follie dell'imperatore)
- Si e Am (Lilli e il vagabondo)

## Merchandising
- Il merchandising dei Cattivi Disney è disponibile al negozio "Villain's in Vogue" dei Disney's Hollywood Studios.[7]
- Sono stati pubblicati numerosi libri dedicati ai Cattivi Disney, tra cui Disney Villains: The Top Secret Files di Jeff Kurtti, Disney's The Villains Collection: Stories from the Films di Todd Strasser, Disney's Villains: A Pop-Up Book della Walt Disney Company, e infine Disney Villains: The Essential Guide e Disney Villains (Ultimate Sticker Books) della DK Publishing. Ci sono anche libri da colorare come Disney Villains: All the Rage e Disney Villains Giant Book to Color ~ Diabolical Deeds!.
- È stato realizzato un gioco quiz chiamato Who Wants to Be a Villionaire, chiaramente ispirato al gioco Chi vuol essere milionario?, nel quale sono presenti numerosi Cattivi come ospiti, i quali fanno domande ai concorrenti riguardo ai film in cui compaiono. L'aiuto della "chiamata a casa" ("Phone-a-Friend") è chiamato "Phone-a-Fiend" ("chiama una persona infida") e mette in comunicazione il giocatore con Crudelia De Mon.[8]
- USAopoly ha messo in commercio una serie di prodotto dedicati ai Cattivi Disney, tra cui una dama inglese,[9] un set di carte collezionabili[10] e una versione del Monopoly intitolata My Disney Villains Monopoly dove i giocatori decidono quale dei 30 Cattivi può apparire su ogni spazio del tabellone (compaiono alcuni personaggi che non fanno parte della lista ufficiale dei Cattivi, come la Banda Bassotti, Amelia, Cuordipietra Famedoro, Dijon, Mortimer Mouse, Macchia Nera, Lucifero, lo Stregatto o il Cappellaio Matto).
- Esiste un sotto-franchise derivato da quello dei Cattivi Disney, intitolato Disney's Divas of Darkness (abbreviato in Disney Divas). I componenti ufficiali includono Malefica, Grimilde, Crudelia De Mon, Ursula, Maga Magò e la Regina di Cuori.[11] Tra il merchandising legato a questo franchise c'è una collezione di statue di porcellana.[12]
- Nell'agosto 2018 (in Italia nel settembre 2019), è stato pubblicato un gioco di strategia intitolato "Disney Villainous" da Ravensburger. Il gioco prevede che i giocatori competano nei panni dei Cattivi Disney nel tentativo di raggiungere i propri obiettivi nel film, cercando contemporaneamente di rallentare gli avversari. Sono presenti 6 cattivi: la Regina di Cuori, Capitan Uncino, Malefica, il Principe Giovanni, Ursula e Jafar. Nel marzo 2019 è stata rilasciata una prima espansione "Villainous: Wicked To The Core", con l'aggiunta di tre diversi cattivi giocabili: Regina Cattiva, Ade e il Dr. Facilier. Successivamente è stata rilasciata una seconda espansione nel luglio dello stesso anno "Villainous: Evil Comes Prepared", con altri tre cattivi: Scar, Yzma e il Professor Rattigan, e una terza espansione a marzo 2020 "Villainous: Perfectly Wretched", con altri tre cattivi: Crudelia De Mon, Madre Gothel e Gambadilegno. Nel febbraio 2021, è stata rilasciata una quarta espansione "Villainous: Despicable Plots", con altri tre cattivi: Gaston, La Matrigna e Re Cornelius, e una quinta è stata rilasciata nell'aprile 2022, "Villainous: Bigger and Badder", con altri tre cattivi: Sindrome, Lotso e Maga Magò. La sesta espansione uscita nel 2023 "Villainous: Filled With Fright" contiene il Bau Bau mentre nella settima espansione "Villainous: Sugar and Spite" uscita a giugno 2024 sono presenti Re Candito e Shere Khan. Nel giugno 2025 esce l'ottava espansione "Treacherous Tides" con presenti Davy Jones e Tamatoa.

## Altri media

### Speciali televisivi
I personaggi del franchise sono apparsi in alcuni special televisivi.
- Our Unsung Villains (1956): nello speciale, parte di Walt Disney Presents, in cui compare Walt Disney stesso e lo Specchio Magico ospita uno spettacolo dedicato ai Cattivi Disney come il Lupo cattivo, Grimilde, Capitan Uncino, Comare Volpe e Compare Orso.
- Nel 1977 ci fu un aggiornamento a questo show, chiamato Disney's Greatest Villains, in cui comparivano Grimilde, Capitan Uncino ed altri otto personaggi del franchise più Maga Magò e Willie il gigante. Alcuni spezzoni di questo speciale vennero inclusi in A Disney Halloween.
- I cattivi Disney (1984): nello speciale, parte di The Wonderful World of Disney stesso e lo Specchio Magico ospita uno spettacolo dedicato ai Cattivi Disney come il Capitan Uncino, Crudelia De Mon, Shere Khan e Kaa, Grimilde, Malefica, Il Principe Giovanni, Il Postiglione, Madame Medusa, Maga Magò e altri cattivi.
- In C'era una volta Halloween la Strega Grimilde, sopravvissuta alla caduta, intende impossessarsi del potere che emana Halloween, ma per farlo intende unirsi ad un altro cattivo e perciò interroga uno dei pentoloni di Taron e la pentola magica, che è in grado di assorbire il male dei cattivi, e gli chiede chi sia il cattivo più adatto ed essi vengono mostrati in base allo stile, la risata, lo scagnozzo, la canzone e la sconfitta. Tra i principali vi sono Gambadilegno, presentato in un corto con Paperino come poliziotto, Yzma e Rattigan, che vengono presentati per il braccio destro Kronk e Vampirello, Frollo, per la sua canzone "Fiamme d'Inferno" dopo "Luci del Paradiso" di Quasimodo, Alameda Slim, per il suo yodel ipnotico e la sua sete di vendetta, Uncino, per il suo carattere, e Ursula, per i suoi patti con le sirene e i tritoni e la sua canzone "Poor Unfortunate Souls" ("Mia triste anima sola (La canzone di Ursula)", in italiano). Ma chiedendo di unirsi a tutti quanti, il pentolone l'avverte di non strafare e dopo aver mostrato Cornelius, per la sua sconfitta, mostra anche la morte e sconfitta di tutti gli altri, compresa la sua caduta. Grimilde cerca di ritirare il desiderio ma viene risucchiata dentro il calderone che la unisce agli altri cattivi.
- Il ratto infanticida di Lilli e il vagabondo (chiamato "Herman" durante la produzione) e vero antagonista principale di suddetto film oscurato per molti anni in favore di Si & Am, ha iniziato recentemente ad avere più popolarità, ottenendo un ruolo più prominente nel remake in live-action su Disney+ e diventando persino un personaggio Disney Emoji su YouTube.

### Romanzi
Le collane di romanzi Disney Villains (scritti da Serena Valentino) e A Twisted Tale, edite da Giunti Editore in Italia, raccontano le origini dei cattivi Disney. In alcuni casi però le storie riportate differiscono tra loro, ad esempio Grimilde è descritta come la zia di Biancaneve nel romanzo A Twisted Tale Specchio, Specchio mentre viene indicata come una matrigna acquisita senza legami di sangue nel romanzo Disney Villains La più bella del reame. Grimilde. La vera storia.
Curiosamente sono stati dedicati due romanzi alla Bestia, Antico come il tempo della serie A Twisted Tale e La Bestia che è in me. La vera storia della serie Disney Villains, nonostante non faccia parte del canone dei Cattivi Disney.

### Topolino & i cattivi Disney
I Cattivi Disney sono i protagonisti di Topolino & i cattivi Disney, spin-off della serie televisiva House of Mouse - Il Topoclub. Ambientato durante un party di Halloween, racconta di come Jafar, Crudelia De Mon, Capitan Uncino, Ursula e Ade riescono a prendere possesso dell'House of Mouse, intrappolando gli eroi nella cucina e cacciando Topolino e gli altri nella strada fuori dal locale. Alla fine del cartone la situazione torna alla normalità, con i Cattivi che si arrendono dopo che Jafar viene intrappolato dentro la lampada.

### Remake in Live-action
Questa è la lista in ordine cronologico degli attori che hanno interpretato/doppiato i cattivi Disney nei remake in live-action:
- Glenn Close interpreta Crudelia De Mon in La carica dei 101 - Questa volta la magia è vera (1997) e La carica dei 102 - Un nuovo colpo di coda (2000).
- Helena Bonham Carter interpreta La Regina Rossa/ Regina di Cuori in Alice in Wonderland (2010) e Alice attraverso lo specchio (2016).
- Angelina Jolie interpreta Malefica in Maleficent (2014) e Maleficent - Signora del male (2019).[13]
- Cate Blanchett, Holliday Grainger e Sophie McShera interpretano rispettivamente Lady Tremaine e Anastasia e Genoveffa Tremaine nel film Cenerentola (2015).
- Idris Elba e Scarlett Johansson doppiano rispettivamente Shere Khan e Kaa nel film Il libro della giungla (2016).
- Luke Evans interpreta Gaston nel film La bella e la bestia (2017).
- Danny DeVito interpreta il direttore del circo (con il nome di Max Medici) nel film Dumbo (2019).[14]
- Marwan Kenzari interpreta Jafar nel film Aladdin (2019).
- Chiwetel Ejiofor doppia Scar nel film Il re leone (2019).
- Yvette Nicole Brown, Nate Wonder e Roman GianArthur interpretano o doppiano rispettivamente zia Sara, Si e Am ( con i nomi di Devon e Rex) nel film Lilli e il vagabondo (2019).
- Jason Scott Lee interpreta Shan-Yu (con il nome di Bori Khan) nel film Mulan (2020).
- Emma Stone interpreta Estella Miller / Cruella de Vil in Crudelia (2021).
- Giuseppe Battiston, Luke Evans e Keegan-Michael Key doppiano o interpretano rispettivamente Stromboli, Postiglione e la Volpe nel film Pinocchio (2022).
- Jude Law interpreta Capitan Uncino nel film Peter Pan & Wendy (2023).
- Melissa McCarthy interpreta Ursula nel film La sirenetta (2023).
- Kelvin Harrison Jr. doppia il giovane Taka (Scar) nel film Mufasa - Il re leone (2024).[15]
- Gal Gadot interpreta la Regina Cattiva / Grimilde nel film Biancaneve (2025).

### La rivincita dei Cattivi
La rivincita dei Cattivi è un videogioco che racconta di come Grimilde, Capitan Uncino, la Regina di Cuori e il direttore del circo di Dumbo cambiano la trama del film originale per far finire la storia come vogliono loro, senza "e vissero felici e contenti".

### Descendants
Nei film Descendants (2015), Descendants 3 (2019) e Descendants: L'ascesa di Red (2024) compaiono Malefica interpretata da Kristin Chenoweth (adulta) e da Marissa Kruep (giovane), Crudelia De Mon interpretata da  Wendy Raquel Robinson, Jafar interpretato da Maz Jobrani, Grimilde interpretata da Kathy Najimy, Ade interpretato da Cheyenne Jackson (adulto) e Anthony Pyatt (giovane), Spugna interpretato da Faustino Di Banda, il Dottor Facilier interpretato da Jamal Sims, Lady Tremaine Interpretata da Linda Ko (adulta) e Julee Cerda (giovane), la Regina di Cuori interpretata da Rita Ora (adulta) e Ruby Rose Turner (giovane) e Capitan Uncino interpretato da Joshua Colley.

## Eredità
I Cattivi Disney hanno lasciato il segno nella storia del cinema quando l'American Film Institute ha nominato Grimilde, la regina cattiva di Biancaneve e i sette nani, come il 10° più grande cattivo cinematografico di tutti i tempi. Altri Cattivi Disney nella lista dell'AFI sono stati il mai visto sul grande schermo cacciatore (o i cacciatori) di Bambi e Crudelia De Mon di La carica dei 101. L'AFI non si è basato sulla classificazione Disney di chi si qualifica come cattivo, ma ha invece utilizzato questa definizione:
Un "cattivo" è stato definito come un personaggio (o personaggi) la cui cattiveria e malvagità mentale, l'egoismo nel carattere e la volontà e sete di potere sono talvolta mascherati da bellezza e nobiltà, mentre altre volte possono essere smascherati. Possono essere terribilmente malvagi o grandiosamente divertenti, ma alla fine sono tragici.
Altri Cattivi Disney che invece hanno ottenuto una nomination sono stati Malefica de La bella addormentata nel bosco, Ursula de La sirenetta, Lady Tremaine di Cenerentola, e Stromboli di Pinocchio.